# قرار مجلس الأمن التابع للأمم المتحدة رقم 335
قرار مجلس الأمن التابع للأمم المتحدة رقم 335، الصادر بالإجماع في 22 يونيو 1973، بعد النظر في طلباتهم بشكل منفصل، أوصى المجلس الجمعية العامة بقبول كلاً من جمهورية ألمانيا الديمقراطية وجمهورية ألمانيا الاتحادية في وقت واحد.